# الدراسات السينمائية

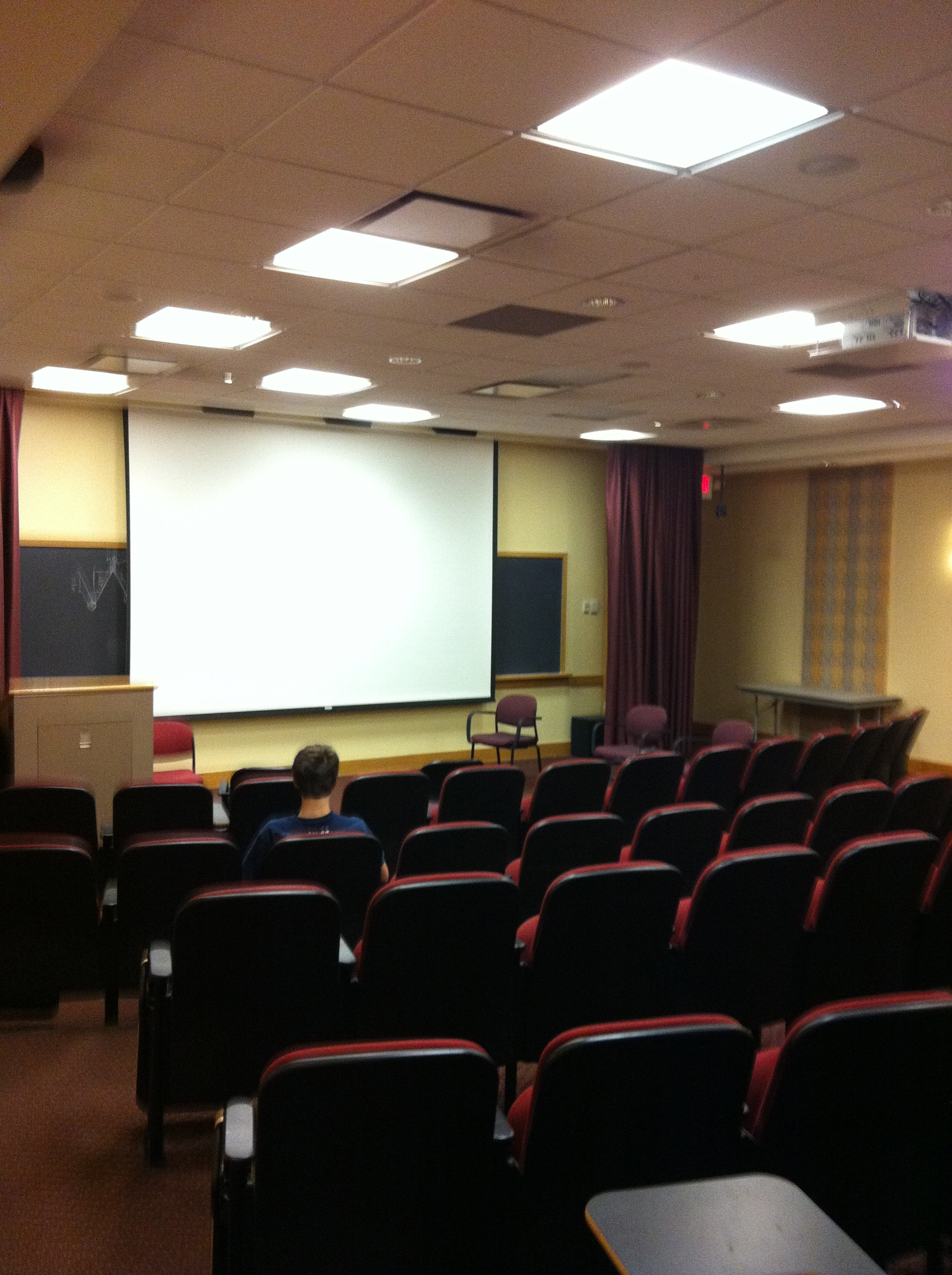
غرفة عرض الأفلام في جامعة جورج تاون ، واشنطن العاصمة

الدراسات السينمائية هي تخصص أكاديمي يتناول مختلف المناهج النظرية والتاريخية والنقدية للأفلام. وهي تندرج في بعض الأحيان ضمن الدراسات الإعلامية وكثيرا ما يتم مقارنتها بالدراسات التلفزيونية. إن الدراسات السينمائية أقل اهتماماً بالنهوض بكفاءة إنتاج الأفلام بالمقارنة باهتمامها باستكشاف الآثار الروائية والفنية والثقافية والاقتصادية والسياسية للسينما. وخلال البحث عن هذه القيم الاجتماعية الأيديولوجية، تأخذ الدراسات السينمائية سلسلة من المناهج النقدية لتحليل الإنتاج، والإطار النظري، والسياق، والإبداع. ومن هذا المنطلق، تعتبر الدراسات السينمائية تخصص لا يتحمل فيه المدرس الدور الرئيسي للتربية; بل يقوم بهذه الوظيفة الفيلم نفسه. أيضا، خلال دراسة الأفلام، يمكن أن تتواجد مهن أخرى مثل النقد أو الإنتاج. وغالباً ما تتضمن نظرية الأفلام دراسة الصراعات التي توجد بين جماليات هوليوود البصرية والتحليل النصي للسيناريو. وعموما دراسة الأفلام لا تزال في نمو كبير، كما هو الحال بالنسبة للصناعة التي تركز عليها. وتشمل المجلات الأكاديمية التي تنشر أعمال الدراسات السينمائية «البصر والصوت»، و«فيلم إنترناشيونال»، و«سيني أكشن»، و«سكرين»، و«مجلة السينما»، و«مجلة الأفلام الفصلية»، و«مجلة الأفلام والفيديو».

## التاريخ
ظهرت الدراسات السينمائية كتخصص أكاديمي في القرن العشرين، بعد عقود من اختراع الصور المتحركة. ولا ينبغي الخلط بين الجوانب التقنية لإنتاج الفيلم، والدراسات السينمائية التي تكون موجودة فقط مع خلق نظرية الفيلم - التي تقترب من الفيلم بشكل نقدي كفن - وكتابة التأريخ السينمائي. ولأن الفيلم الحديث لم يصبح اختراعاً وصناعة إلا في أواخر القرن التاسع عشر، كان هناك جيل كبير من منتجي الأفلام ومخرجيها قبل ظهور التحليل الأكاديمي الذي أعقب ذلك في الأجيال اللاحقة.
لقد ركزت مدارس الأفلام الأولى على إنتاج الفيلم ونقده الذاتي بدلاً من التركيز على النهج النقدية والتاريخ والنظرية المستخدمة للدراسة الأكاديمية. منذ إنشاء الفيلم، نما مفهوم الدراسات السينمائية ككل ليقوم بتحليل الجوانب الرئيسية للفيلم بينما يتم إنشاؤها. تم تأسيس مدرسة موسكو للأفلام في عام 1919 وكانت أول مدرسة في العالم تركز على السينما. وفي الولايات المتحدة كانت كلية الفنون السينمائية USC، التي تم إنشاؤها في عام 1929، أول مدرسة سينمائية قائمة، والتي تم إنشاؤها بالاتفاق مع أكاديمية الفنون والعلوم السينمائية. كما كانوا أول من قدم تخصصا في السينما في عام 1932 ولكن دون الأخذ في الاعتبار الفروق المفترضة في الدراسات السينمائية. وقد بدأت الجامعات في تنفيذ أشكال مختلفة من المناهج الدراسية المتعلقة بالسينما دون الفصل الجيد بين النهج المجردة والنهج العملية.
Deutsche Filmakademie Babelsberg (أكاديمية الأفلام الألمانية ببلسبرج) تأسست في الرايخ الثالث في عام 1938. وكان من بين المحاضرين على سبيل المثال ويلي فورست وهاينريش جورج. ولإكمال الدراسات في الأكاديمية، كان من المتوقع أن الطالب يقوم بابتكار فيلمه الخاص.
قامت حركة بعيدا عن إنتاجات هوليوود في الخمسينات بتحويل السينما إلى مسعى مستقل أكثر فنية. لقد كانت هذه الحركة هي إنشاء نظرية المؤلف، التي أكدت الفيلم على أنه رؤية وفن المخرج، وهو ما دفع الدراسات السينمائية إلى أن تصبح تخصصا أكاديميا في جميع أنحاء العالم في الستينات. في 1965، أعلن الناقد السينمائي روبين وودـ في كتاباته عن ألفرد هيتشكوك، أنّ أفلام هيتشكوك تحتوي على نفس تعقيدات مسرحيات شكسبير. وبالمثل، كتب جان لوك غودار، أحد المساهمين في مجلة "كاهيرز دو سينما" المؤثرة، "جيري لويس... هو الوحيد في هوليوود الذي يفعل شيئا مختلفا، الوحيد الذي لا ينتمي إلى الفئات، والمعايير، والمبادئ المعروفة. ... لويس هو الوحيد اليوم الذي يصنع أفلاماً شجاعة. مع التسجيل المستمر، والميزانيات المناسبة والاهتمام بجميع العلوم الإنسانية، تمكنت العديد من الجامعات من تقديم برامج متميزة للدراسات السينمائية.
لم يكن هناك أفراد ليضعوا معايير الدراسات السينمائية؛ فبدلا من ذلك بدأ المجتمع المتنامي لصناعة السينما والأكاديميين في انتقاد وتوثيق وتحليل الأفلام، وفي نهاية المطاف يقومون بمطابقة مفاهيم الدراسات السينمائية التي تتعلق بالأوساط الأكاديمية الفنية. ومع النجاح في النصف الأول من القرن العشرين، تمكنت الشخصيات البارزة في صناعة السينما من أن يكونوا مصدر هبة للمدارس التي تركز في المقام الأول على السينما، وهذا ما خلق موقع للدراسات السينمائية كتخصص أكاديمي مهم. ومن الأمثلة على ذلك تبرع جورج لوكاس بمبلغ 175 مليون دولار أمريكي لمدرسة الفنون السينمائية في جامعة كاليفورنيا في عام 2006.

## دراسات السينما الحديثة
اليوم تتواجد الدراسات السينمائية على الصعيد العالمي على أنها تخصص في مدارس خاصّة مخصصة لها. وقد نمت جوانب الدراسات السينمائية لتشمل العديد من الأساليب لتدريس التاريخ والثقافة والمجتمع. وتحتوي العديد من كليات الفنون الليبرالية والجامعات على دورات موجهة خصيصا نحو تحليل الأفلام. وأيضا مثال على ذلك، أن التنوع المتزايد في دراسات الأفلام هو حقيقة متأتية من أن المدارس الثانوية في جميع أنحاء الولايات المتحدة تقدم حصصاً عن نظرية الأفلام. العديد من البرامج تضم الدراسات السينمائية مع الدراسات الإعلامية والتلفزيونية، مع أخذ المعرفة من جميع أجزاء الإنتاج البصري. مع التقنيات المتنامية مثل الأفلام ثلاثية الأبعاد ويوتيوب، يتم الآن استخدام الأفلام بشكل ملموس لتعليم انعكاس الثقافة والفن في جميع أنحاء العالم كوسيلة أساسية. ونظراً للديناميكية المتنامية للدراسات السينمائية، ظهرت مجموعة واسعة من المناهج الدراسية لتحليل النهج النقدية المستخدمة في السينما. وعلى الرغم من أن كل مؤسسة لديها القدرة على تشكيل المواد الدراسية، إلا أنه عادة ما يتوقع من الطلاب فهم المعرفة من التحولات المفاهيمية في الفيلم، والمفردات لتحليل شكل الفيلم وأسلوبه، والشعور بالأبعاد الأيديولوجية للفيلم، والوعي من خلال المجالات النصية الإضافية والاتجاه المحتمل للفيلم في المستقبل. وتقدم الجامعات لطلابها دورة في مجال تحليل الأفلام للمشاركة بشكل نقدي في إنتاج الأفلام التي تسمح أيضا للطلاب بالمشاركة في البحوث والحلقات الدراسية للمواضيع المتخصصة لتعزيز قدراتهم النقدية.

## المناهج الدراسية المشتركة
غالبًا ما تشمل مناهج برامج دراسات الأفلام على المستوى الثالث على سبيل المثال لا الحصر:
- مقدمة لدراسات السينما
- طرق الدراسات السينمائية
- تحليل وثيق للفيلم
- تاريخ الفيلم / وسائل الإعلام
- تحليل مع التركيز

1. الاهتمام بالفترة الزمنية
2. الاهتمام بالخلق الإقليمي
3. الاهتمام بالنوع
4. الاهتمام بالمبدعين

- طرق إنتاج الفيلم

مع الدورات المتنوعة التي تتضمن وجود التخصصات الرئيسية أو الفرعية للدراسات السينمائية داخل المدارس.

## دراسات السينما العالمية
توجد دراسات سينمائية في جميع أنحاء العالم في أكثر من 20 بلدا. ونظرا لارتفاع تكلفة إنتاج الأفلام، يتم استثناء بلدان العالم الثالث من صناعة السينما وخاصة في الإطار الأكاديمي. وعلى الرغم من هذه الحقيقة، إلا أن البلدان الأكثر ازدهارا لديها القدرة على دراسة الأفلام من خلال جميع جوانب الدراسات السينمائية. وعلى الرغم من أن الخطاب المتعلق بالأفلام يمكن أن يوجد في المدارس في جميع أنحاء العالم إلا أنه في كثير من الأحيان، يظهر الاهتمام الدولي بجماليات الأفلام من المهرجانات السينمائية. وعلى سبيل المثال، مهرجان كان السينمائي هو الأكثر شهرة في العالم. وعلى الرغم من أن هذا المهرجان يدور حول صناعة السينما والترويج لها ولا وجود له في الإطار الأكاديمي للمدارس، يتم أخذ العديد من جوانب التحليل والنهج النقدية في الاعتبار على النطاق الدولي.

## روابط خارجية
- FILMdrippink.com - قاعدة بيانات توفر النصوص الأكاديمية والصحفية حول السينما والتلفزيون
- الموقع الرئيسي لدراسات فيلم بيركلي
- الموقع الرئيسي لمدرسة USC للفنون السينمائية
- الموقع الرئيسي لمدرسة لوس أنجلوس للسينما
- الموقع الرئيسي ل NYFA فيلم مدرسة القطط
- دراسات الأفلام في نيودلهي، الهند
- فيلم اتصالات في واشنطن العاصمة
- موقع مخصص لإدخال فن السينما
- قائمة أفضل مدارس السينما الأمريكية
- قائمة شاشات برامج الأفلام في الكلية